# Tergipes tergipes
Tergipes tergipes é uma espécie de molusco pertencente à família Tergipedidae.
A autoridade científica da espécie é Forsskål in Niebuhr, tendo sido descrita no ano de 1775.
Trata-se de uma espécie presente no território português, incluindo a zona económica exclusiva.